# يوجينيو مندوزا
يوجينيو مندوزا (بالإسبانية: Eugenio Mendoza) هو شخصية أعمال فنزويلي، ولد في 1906 في كاراكاس في فنزويلا، وتوفي بنفس المكان في 1979.